# Clément Richard
Pour les articles homonymes, voir Richard (patronyme).
Clément Richard, né le 17 février 1939 à Québec et mort le 3 mars 2022, est un avocat et un homme politique québécois. Il a été député et président de l'Assemblée nationale du Québec.

## Biographie

### Jeunesse et pratique du droit
Il est le fils de J. Damase Richard, voyageur de commerce, et de Léontine Bégin.  Il étudie la littérature et le droit à l'Université Laval. Il devient avocat en 1965.  Il pratique le droit jusqu'en 1976.

### Carrière politique
En 1967, il participe à la fondation du Mouvement souveraineté-association. Il est candidat du Parti québécois dans la circonscription de Montmorency à l'élection générale québécoise de 1973, lors de laquelle il est défait.  Il est de nouveau candidat lors de l'élection générale de 1976 et est élu député de Montmorency à l'Assemblée nationale du Québec. Il est président de l'Assemblée nationale du 14 décembre 1976 au 6 novembre 1980.  Puis, du 6 novembre 1980 au 30 avril 1981, il est ministre des communications dans le gouvernement René Lévesque.  Il est réélu député lors de l'élection générale de 1981.  Du 30 avril 1981 au 16 octobre 1985, il est ministre des Affaires culturelles dans le gouvernement Lévesque puis dans le gouvernement Pierre-Marc Johnson.

### Retour au droit
En 1985, il quitte la politique active et pratique de nouveau le droit.  Il entre au service de la firme Lavalin.  De 1986 à 1990, il est président directeur général de Lavalin Communications.  Il siège aux conseils de plusieurs entreprises et organismes.
Le fonds d’archives de Clément Richard est conservé au centre d’archives de Québec de la Bibliothèque et Archives nationales du Québec.

## Distinctions
- Médaille d'honneur de l'Assemblée nationale, 2014[4]